# Тисульское городское поселение
Тису́льское городско́е поселе́ние — муниципальное образование в Тисульском районе Кемеровской области. Административный центр — посёлок городского типа Тисуль.

## История
Тисульское городское поселение образовано 17 декабря 2004 года в соответствии с Законом Кемеровской области № 104-ОЗ.
Упразднено с 15 ноября 2020 года в связи с преобразованием Тисульского района в муниципальный округ.

## Население
| 2009  | 2010  | 2011  | 2012  | 2013  | 2014  | 2015  | 2016  | 2017  |
| ----- | ----- | ----- | ----- | ----- | ----- | ----- | ----- | ----- |
| 8959  | ↗9304 | ↘9278 | ↘9001 | ↘8793 | ↘8638 | ↘8423 | ↘8231 | ↘8017 |
| 2018  | 2019  | 2020  |       |       |       |       |       |       |
| ↘7836 | ↘7673 | ↘7568 |       |       |       |       |       |       |

## Состав городского поселения
| № | Населённый пункт | Тип населённого пункта      | Население |
| - | ---------------- | --------------------------- | --------- |
| 1 | Ржавчик          | посёлок                     | ↘207      |
| 2 | Тисуль           | пгт, административный центр | ↗8153     |

## Статистика
В поселении проживает 7568 человек, 1500 из них трудоспособного населения. Пенсионеров 807 человек. На территории административного участка расположены 2 школы, 3 детских сада, 1 медицинское учреждение, 4 объекта жизнеобеспечения, 24 магазина, 1 объект культуры.